# Skamlingsbanken

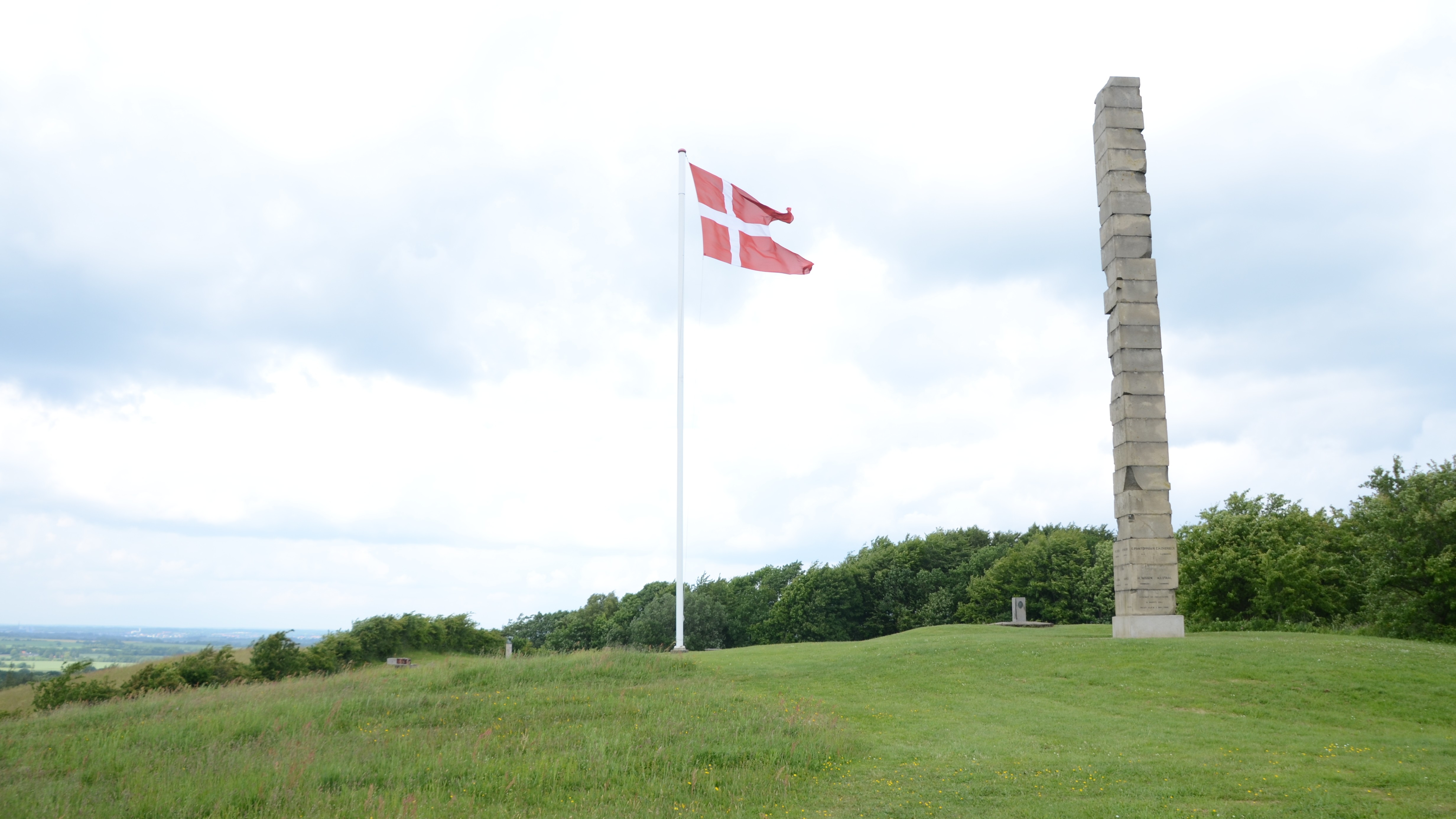
Højskamling med Skamlingsstøtten och Danmarks högsta flaggstång.

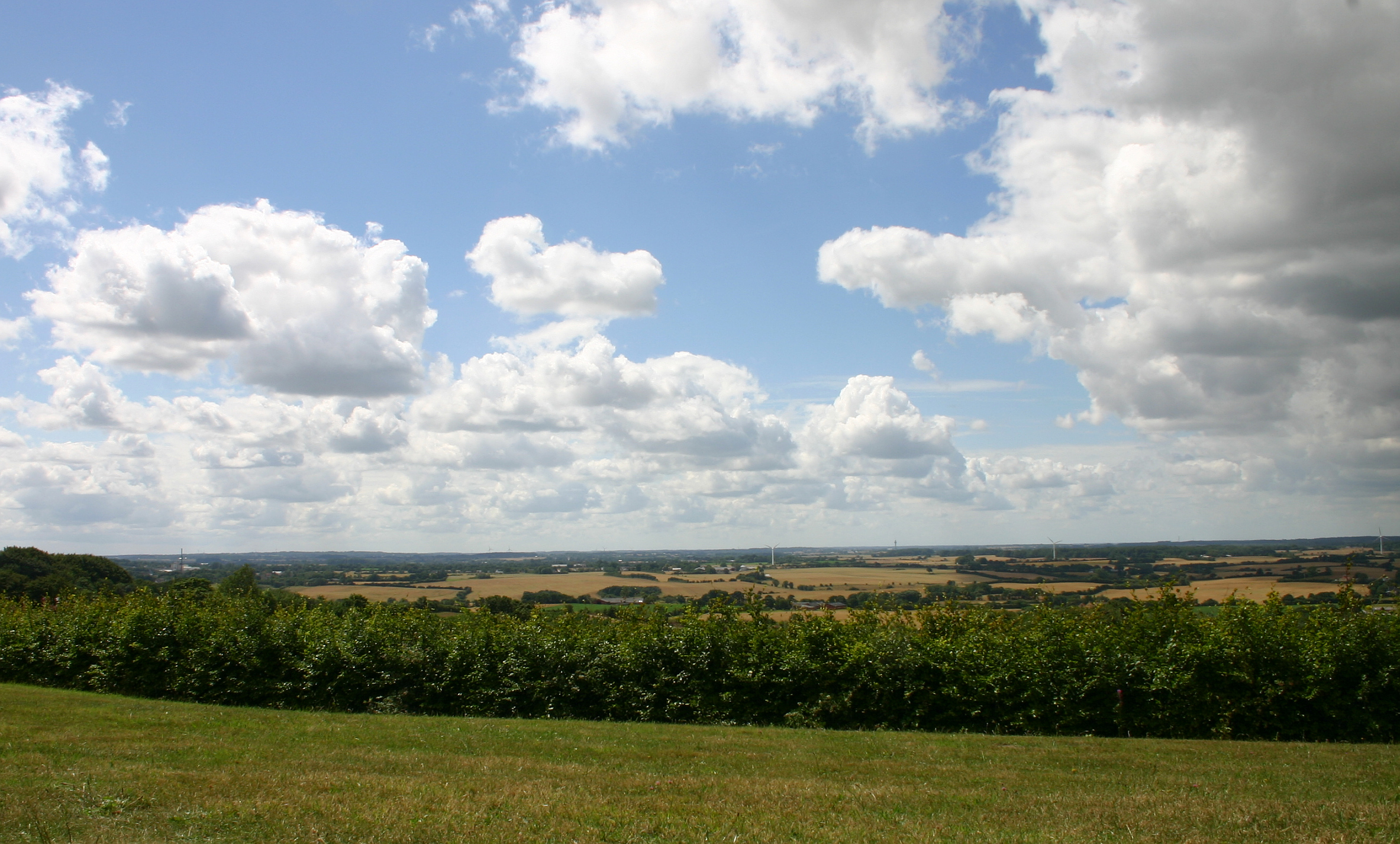
Skamlingsbanken, utsikt mot väst.

Skamlingsbanken är en 2–3 kilometer lång ändmorän söder om Koldingfjorden, 7 kilometer från Kolding, i den del av Slesvig, som vid provinsens avträdande införlivades med den danska delen av Jylland. Den högsta punkten, Højskamling, som ligger 113 meter över havet, är Sønderjyllands högsta punkt.

## Historia

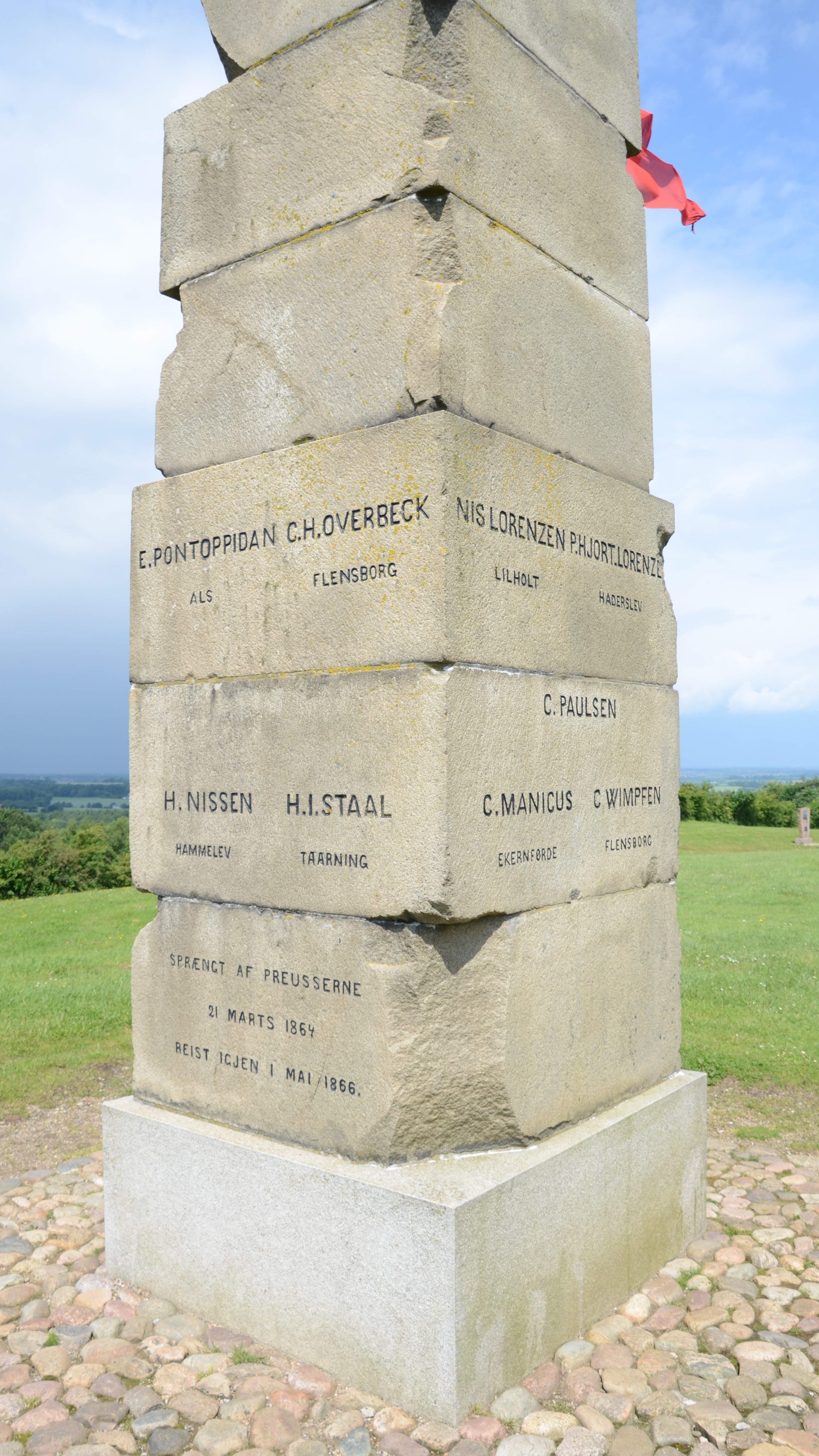
Detalj av Skamlingsstøtten. Skadorna efter sprängningen år 1864 syns tydligt.

Området köptes år 1843 av ett antal förmögna bönder som samlingsplats för danskspråkiga i Nordslesvig. Varje år mellan 1843 och 1847 och fortfarande ett par gånger senare hölls en stor folkfest, där totalt 7 000–10 000 danskar från  Nordslesvig och landsmän från 
kungariket Danmark samlades för att stärka sina nationella förhoppningar och sina minnen. 
År 1863 restes Skamlingsstøtten,  en 15 meter hög pelare av bohusgranit med namnen på arton slesvigska patrioter, på Højskamling. Pelaren sprängdes i mars 1864 av 
preussarna och stenarna såldes på auktion. De köptes av två privatpersoner och gömdes undan och i maj 1886 restes pelaren igen.
År 1884 restes där av danska och svenska folkhögskolemän en minnessten över N.F.S. Grundtvig, och senare har liknande minnesmärken uppförts över bland andra Laurids Skau, Theodor August Jes Regenburg och Mouritz Mørk Hansen. År 1902 uppsattes en talarstol av granit, och flera folkmöten har senare ägt rum.

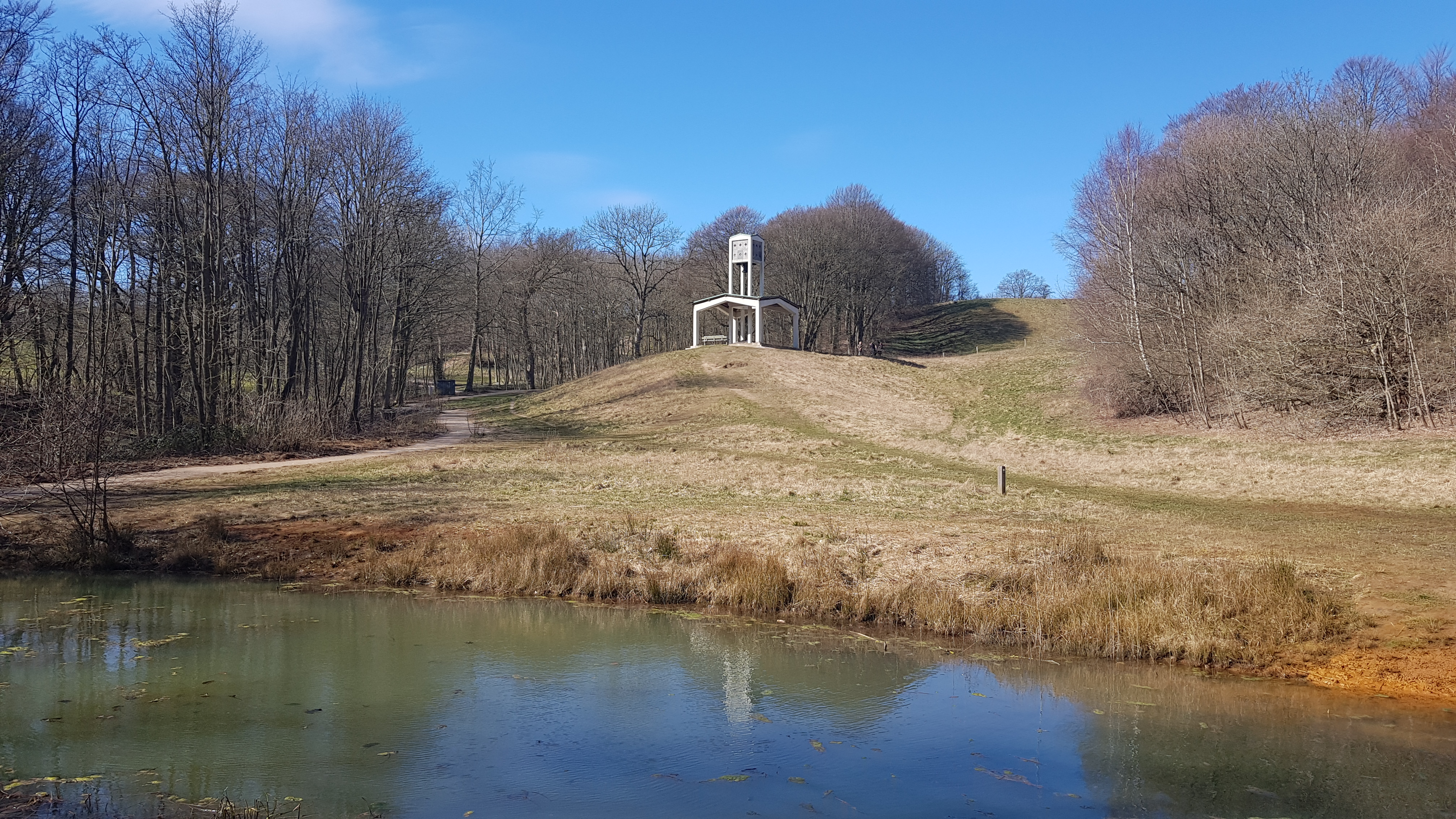
Klockstapeln nedanför Højskamling.

I juni 1945 höll den danska motståndsrörelsen en folkfest med 80 000 deltagare på Skamlingsbanken och år 1948 byggdes en klockstapel i dalen nedanför Højskamling till minne om de motståndsmän från Syd- och Sønderjylland som stupade under andra världskriget. Från klockstabeln hörs  tre gånger om dagen om sommaren de första takterna av Prince of Denmark's March av Jeremiah Clarke som inledde BBC:s danskspråkiga sändningar under andra världskriget.

## Skamlingsbanken idag

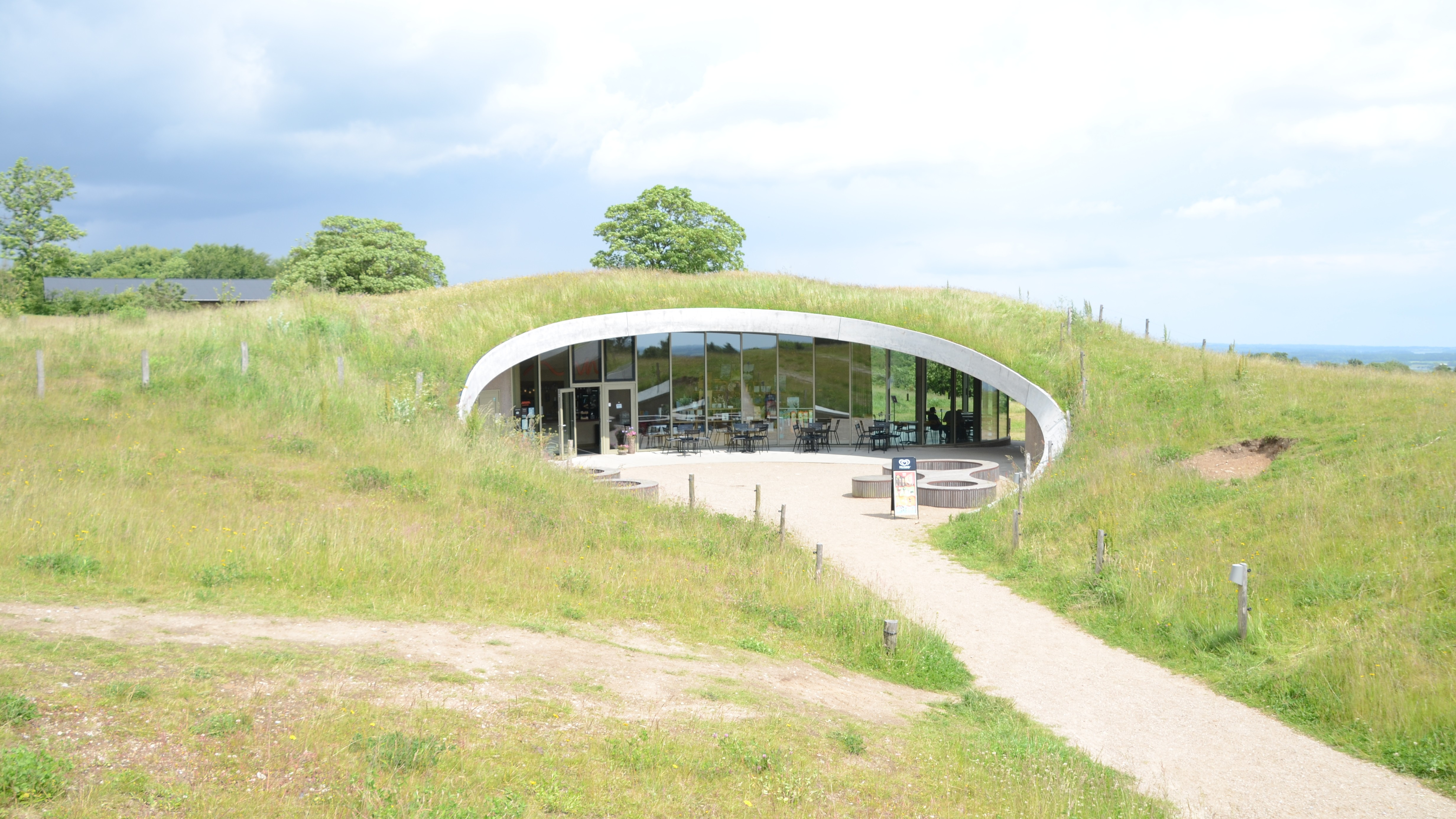
Besökscentret.

Det hålls inte längre folkmöten på Skamlingsbanken, men mellan 1988 och 2018 hölls en operafestival på platsen i samarbete med Det Kongelige Teater. Traditionen återupptogs år 2021 med Sønderjyllands Symfoniorkester som arrangör.
Området har förnyats med bland annat ett nytt besökscenter, nya vandringsleder, en ny folkmötesplats och en ny parkering, med stöd från bland andra A.P. Møller og Hustru Chastine Mc-Kinney Mærsk Møllers Fond til almene Formaal. Besökscentret invigdes i maj 2021.